# Ave fénix (telenovela)
Ave fénix fue una telenovela mexicana, dirigida por Jorge Sánchez Fogarty y producida por Enrique Segoviano para la cadena Televisa, se emitió por El Canal de las Estrellas entre el 19 de mayo y el 31 de octubre de 1986. Fue protagonizada por Rafael Baledón, Laura Flores y  Martín Cortés, además de contar con la actuación antagónica de Ernesto Yáñez, y las actuaciones estelares de Juan Antonio Edwards, Edgardo Gazcón y Roberto Montiel.

## Argumento
Mauro es un anciano empresario dueño de una importante empresa internacional, Astro. Vive en una lujosa casa en Las Lomas con sus tres sobrinos: Paulina, Roberto y Enrique. Mauro se entera de que su empresa está en la quiebra y para no perjudicar a sus sobrinos, los abandona y se convierte en pordiosero. Se va a vivir a una vecindad donde conoce a Julia y Daniel, dos niños que son hijos de Rogelio un reciente viudo que se dedica a robar en compañía del delincuente El Gordo. Mauro les toma cariño a ambos niños, y en el transcurso de la historia, reconstruirá su fortuna. Mientras, Paulina viéndose en la pobreza se ha casado con Arturo, un joven dominado por su madre a quien no ama. Pero después de muchas desgracias encontrará el amor en Gerardo.

## Elenco
- Rafael Baledón† - Mauro
- Laura Flores - Paulina
- Martín Cortés - Gerardo
- Edgardo Gazcón - Roberto
- Juan Antonio Edwards - Arturo
- Roberto Montiel - Enrique
- July Furlong - Cristina
- Carlos Ignacio - Rogelio
- Paty Thomas - Elsa
- Luis Mario Quiroz - Daniel
- Ayerim de la Peña - Julia
- Porfirio Bas - Pedro
- Raúl Meraz† - Mr. Jackson
- Irlanda Mora† - Leticia
- Lilia Michel† - Deborah
- Carlos Poulliot - Hans
- Carmen Delgado - Irma
- Alberto Inzúa† - Pablo
- Ernesto Yáñez† - El Gordo
- José Zambrano - Adrián
- Claudia Inchaurregui - Betty
- Manolita Saval† - Celia
- Marta Zamora
- Rosita Bouchot

## Equipo de producción
- Historia original: Óscar Lada Abot
- Adaptación: Alma Lucía Pérez Santana
- Tema musical: Sola
- Intérprete: Laura Flores
- Escenografía: Antonio Novaro
- Realización: Carlos Sánchez Zúñiga
- Dirección: Jorge Sánchez Fogarty
- Productor ejecutivo: Enrique Segoviano

## Repeticiones
Transmitida en 1993 en el canal 27 de Cablevision.